# جین فلاناگان
جین فلاناگان (انگلیسی: Jeanne Flanagan؛ زادهٔ۸ مه ۱۹۵۷) قایقران روئینگ اهل ایالات متحده آمریکا بود.
وی در مسابقات کشوری و بین‌المللی در مجموع برندهٔ ۱ مدال طلا شده‌است.